# Розкосина

Верхня розкосина при проведенні штрека широким ходом

Розкіска, розкосина (рос. раскоска, англ. waste-hole,  pack-hole; нім. Dammort n, Versatzgasse f) — простір, утворений з одного чи двох боків підземної виробки в результаті виймання ділянок корисної копалини біля неї.

## Призначення
Використовується для закладки породи, розташування конвеєра. Розрізняють Р. верхню, двобічну, нижню та однобічну.

## Примітка
Не плутати з розкосами — елементами кріплення та регулювання опалубних систем.